# 5726 Rubin
5726 Rubin eller 1988 BN2 är en asteroid i huvudbältet som upptäcktes den 24 januari 1988 av det amerikanska astronom paret Eugene M. och Carolyn S. Shoemaker vid Palomar-observatoriet. Den är uppkallad efter den amerikanska astronomen Vera Rubin.
Asteroiden har en diameter på ungefär 5 kilometer och den tillhör asteroidgruppen Phocaea.